# Guillaume de Chateauneuf

Wilhelm von Chateauneuf
Kupferstich um 1725

Großmeisterwappen von Wilhelm von Chateauneuf

Guillaume de Chateauneuf oder Wilhelm von Chateauneuf (lat. Wilhelmus de Castronovo) († 1258) war ein Adliger aus der Auvergne und von 1242 bis zu seinem Tod der 19. Großmeister des Johanniterordens.
1244 unterlag das christliche Heer in der Schlacht von La Forbie in der Nähe von Gaza und Chateauneuf geriet in die Gefangenschaft des Sultans von Ägypten, as-Salih Ayyub. In der Zeit seiner Abwesenheit übernahm der Präzeptor Jean de Ronay die Führung des Ordens. Erst nach dem Sechsten Kreuzzug (1248–1250) wurde Chateauneuf im Herbst 1250 gegen ein Lösegeld freigelassen, am 17. Oktober 1250 kehrte er nach sechsjähriger Gefangenschaft nach Akkon zurück.
1256 führte die Einmischung in den Streit zwischen Venedig und Genua zu Kämpfen zwischen Johannitern und Genua gegen die Templer und Venedig (vgl. Krieg von St. Sabas).

## Einzelnachweis
1. ↑  Matthäus Paris, Chronica Majora, VI, Additamenta, S. 204–5; Brief des Großmeisters an den Dominikaner Gauthier de St. Martin aus dem Jahr 1251

| Vorgänger              | Amt                                        | Nachfolger      |
| ---------------------- | ------------------------------------------ | --------------- |
| Pierre de Vielle-Bride | Großmeister des Johanniterordens 1242–1258 | Hugues de Revel |

| Personendaten    | Personendaten                  |
| ---------------- | ------------------------------ |
| NAME             | Guillaume de Chateauneuf       |
| ALTERNATIVNAMEN  | Wilhelm von Chateauneuf        |
| KURZBESCHREIBUNG | Großmeister des Malteserordens |
| GEBURTSDATUM     | 13. Jahrhundert                |
| STERBEDATUM      | 1258                           |